# Глазков, Юрий Николаевич
Ю́рий Никола́евич Глазко́в (2 октября 1939, Москва — 8 декабря 2008, там же) — советский космонавт, генерал-майор ВВС, бортинженер космического корабля (КК) «Союз-24» и орбитальной станции (ОС) «Салют-5», лётчик-космонавт СССР № 39, Герой Советского Союза (1977).

## Биография
Родился 2 октября 1939 в Москве. С 1946 года до 1953 учился в школе № 623 Пролетарского района. В 1953 году поступил в Ставропольское суворовское военное училище. С 1957 года учился в Харьковском высшем авиационном инженерном военном училище, которое окончил в 1962 году. После училища несколько лет служил в авиационных частях.
В 1965 году был зачислен в отряд космонавтов (группа ВВС № 3), где прошёл полный курс общекосмической подготовки и курс подготовки к полётам на кораблях типа «Союз (космический корабль)» и орбитальных станциях «Салют». При прохождении обучения освоил профессию лётчика.
В 1974 году защитил кандидатскую диссертацию.
Проходил подготовку к полётам на военной орбитальной станции «Алмаз».
С июля по октябрь 1976 года проходил подготовку как бортинженер дублирующего экипажа для полёта на ОПС-103 («Алмаз»). В октябре этого же года входил в состав дублирующего экипажа «Союза-23».
Космический полёт совершил с 7 по 25 февраля 1977 года на космическом корабле «Союз-24» и борту орбитальной станции «Салют-5» как бортинженер. В экипаж также входил Виктор Васильевич Горбатко. Общая продолжительность полёта составила 17 дней 17 часов 25 минут и 58 секунд.
С мая 1978 по январь 1982 — заместитель командира отряда космонавтов по политической части, старший инструктор-космонавт. 26 января 1982 отчислен из отряда космонавтов в связи с назначением начальником 1-го отдела и ведущим инженером-испытателем 1-го управления Центра подготовки космонавтов им. Ю. А. Гагарина. Затем служил заместителем начальника 2-го управления ЦПК по научно-исследовательской и испытательной работе, а в конце сентября 1987 назначен начальником 2-го (тренажного) управления ЦПК. С марта 1989 — заместитель начальника ЦПК по научной работе.
19 февраля 1990 полковнику-инженеру Ю. Н. Глазкову присвоено воинское звание «генерал-майор авиации».
В октябре 1991 Ю. Н. Глазков защитил докторскую диссертацию с присвоением учёной степени «доктор технических наук».
В апреле 1992 генерал-майор авиации Ю. Н. Глазков назначен 1-м заместителем начальника ЦПК, начальником космической и лётной подготовки. Он являлся членом международных комиссий по проектам «Мир — Шаттл», «Мир — NASA», «Международная космическая станция» (МКС), по безопасности полётов и ряда межведомственных комиссий Российской Федерации. Работал по экспертизе Федеральных космических программ России. Со 2 марта 2000 генерал-майор авиации Ю. Н. Глазков — в запасе. С мая 2000 работал главным научным сотрудником Российского государственного научно-исследовательского института ЦПК. Являлся профессором кафедры «Педагогика и психология высшей школы» и профессором кафедры «Аналитическая механика» Государственного московского авиационно-технологического института им. К. Э. Циолковского.
Автор книг «На орбите вне корабля» (в соавторстве с Евгением Хруновым и Леоном Хачатурьянцем) и «Земля над нами», а также рассказов, которые публиковались в журналах «Смена», «Юность», «Техника — молодёжи», «Космоград», в сборниках серии «Школа Ефремова» и позднее были изданы в виде отдельных сборников «Чёрное безмолвие» и «Деньги ниоткуда».
Жил в Звёздном городке Щёлковского района Московской области.
Скончался 8 декабря 2008 года. Похоронен на кладбище села Леониха Щёлковского района Московской области.

## Воинские звания
- Инженер-лейтенант (3.07.1962).
- Старший инженер-лейтенант (21.09.1963)
- Инженер-капитан (21.09.1966).
- Инженер-майор (18.06.1969).
- Инженер-подполковник (7.04.1972).
- Инженер-полковник (4.03.1977).
- Генерал-майор авиации (19.02.1990).

## Звания и награды
- Герой Советского Союза (5 марта 1977).
- Орден «За заслуги перед Отечеством» III степени (2 марта 2000) — за большие заслуги перед государством в развитии отечественной пилотируемой космонавтики[3].
- Орден «За заслуги перед Отечеством» IV степени (9 апреля 1996).
- Орден Ленина (5 марта 1977).
- Орден Красной Звезды (21 февраля 1985).
- Медаль «За отличие в охране государственной границы СССР» (1977).
- Медаль «За освоение целинных земель» (1977).
- Медаль «За укрепление боевого содружества» (18 февраля 1991).
- Орден «Достык» (Казахстан, 11 декабря 1998 года)[4].
- Медаль «100-летие падения Османского ига» (НРБ) (22 октября 1978).
- Медаль «За укрепление братства по оружию» (НРБ).
- Медаль «30-я годовщина РВС Республики Куба» (24 ноября 1986).
- Медали МНР и ГДР, 10 юбилейных медалей.
- Лауреат Государственной премии СССР (28 октября 1987).
- Лауреат Государственной премии Российской Федерации (1999).
- Золотая медаль имени К. Э. Циолковского АН СССР.
- Почётный диплом имени В. М. Комарова (FAI).
- Почётный гражданин городов Гагарин, Калуга, Терек (Россия), Костанай, Жезказган (Казахстан), Познань (Польша).

## Публикации
- Колесников Ю. В., Глазков Ю. Н. На орбите — космический корабль. — М.: Педагогика, 1980. — 128 с.
- Глазков Ю. Н., Колесников Ю. В. В открытом космосе. — М.: Педагогика, 1990. — 128 с. — ISBN 5-7155-0200-4.